# HRP-4C

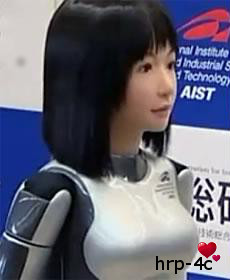
HRP-4C

HRP-4C è un androide con volto femminile creato dall’Istituto Nazionale Giapponese per la Scienza e la Tecnologia (AIST) e mostrato in pubblico a Tokyo il 16 marzo 2009. Ha un'altezza di 158 centimetri e pesa 43 kg incluse le batterie.

## Caratteristiche
HRP-4C è dotata di capacità di riconoscimento e di sintesi vocale.
Ha la capacità di camminare compiendo per ora solo alcuni passi. Può muovere le gambe e le braccia attraverso 30 motori. 
Sono presenti inoltre altri 8 motori all'interno del volto per dotarla della capacità di esprimere alcune espressioni facciali come ad esempio sorridere.
Il software che la gestisce, sviluppato dall'AIST, è basato su una versione di ART-Linux, un kernel real-time a sua volta basato su Linux.
Il costo stimato è pari a 200.000 dollari.